# Памятник Арно Бабаджаняну
Памятник Арно Бабаджаняну (арм. Առնո Բաբաջանյանի հուշարձան (Երևան)) в Ереване, достопримечательность города.
Выполнен из бронзы и гранита, высота памятника 2,8 метра. Скульптор Давид Беджанян, архитектор Левон Игитян.
Установлен у здания Ереванского театра оперы и балета на берегу искусственного водоёма — Лебединое озеро — в память выдающегося армянского советского композитора Арно Бабаджаняна (1921—1983).

## История
Открыт 4 июля 2003 года, на церемонии открытия присутствовал мэр Еревана Ерванд Захарян.
Устанавливался дважды, впервые установленный за год до этого был спешно демонтирован из-за критики крайне оригинального художественного воплощения композитора (огромные, как у орла, вскинутые над роялем руки, огромный нос и непропорционально короткие ноги).

## Оценки
Сос Саркисян считал, что «пройдет совсем немного времени и этот памятник станет предметом гордости нашей столицы»